# Albert Michel-Lévy
Albert Michel-Lévy (1877-1955) est un géologue et minéralogiste français, pionnier de la minéralogie expérimentale. Professeur à la Sorbonne, membre de l'Institut, il a été président de la société géologique de France et, par deux fois, de la Société française de minéralogie et cristallographie. Son père est Auguste Michel-Lévy, membre de l'Institut. Sa fille, Mireille Christophe-Michel-Lévy est une minéralogiste, connue notamment pour ses travaux sur les météorites.

## Biographie
Albert Michel-Lévy est né à Autun le 3 juillet 1877,. Son père, Auguste Michel-Lévy, fils du médecin personnel de Napoléon III, est lui-même géologue, ancien élève de l'École polytechnique, inspecteur général des mines, directeur du service de la carte géologique de France, professeur au Collège de France et membre de l'Institut. Sa mère est Henriette Saint-Paul. Le jeune Albert s'oriente tout d'abord vers l'agronomie ; en 1896 il intègre l'Institut agronomique de Nancy puis, en 1898, l'école des Eaux et Forêts de cette même ville ; en 1900 il est garde général stagiaire des Eaux et Forêts, corps quasiment militaire dans lequel il atteint le grade de sous-lieutenant. À l'instigation de son père, dont il devient en 1901 préparateur au laboratoire de l'École pratique des Hautes Études rattaché au Collège de France, et mène des recherches en vue de soutenir une thèse de doctorat en géologie ; il acquiert à cet effet à la Sorbonne les certificats qui lui permettent d'obtenir une licence ès sciences en 1904. En 1905, il est nommé préparateur au laboratoire de géologie du Collège de France dont son propre père, Auguste Michel-Lévy, vient de prendre la direction à la suite de Ferdinand Fouqué. Albert soutient sa thèse en 1908 (Les terrains primaires du Morvan et de la Loire) ; le 26 octobre de cette même année, il épouse Marguerite Kiefe dont il aura 5 enfants de 1909 à 1922. En 1913, Émile Haug l'appelle à occuper un emploi de maître de conférences (aujourd'hui professeur de deuxième classe) de pétrographie à la Sorbonne, poste probablement créé à son attention. Dès 1914, il est mobilisé comme capitaine dans les chasseurs à pied, arme d’élite redoutée par les Allemands (Die Schwarze Teufels ou « les Diables noirs »). Il revient du front en 1915 avec le grade de chef de bataillon, deux blessures sérieuses, la Légion d'honneur conférée sur le champ de bataille, la Croix de guerre et plusieurs décorations étrangères dont la prestigieuse DSO britannique. Affecté au ravitaillement des armées, il négocie en Angleterre des livraisons de céréales importées des Etats-Unis, en compagnie de Jean Monnet et d'Ernest Vilgrain. Il poursuit sa carrière universitaire à la Sorbonne et devient professeur titulaire à titre personnel en 1936 alors que Charles Jacob a succédé à Émile Haug en 1928 comme titulaire de la chaire de géologie. Il travaille aussi à temps partiel aux Grands Moulins de Paris, propriété de la famille Vilgrain, dont il est resté proche. En 1939, à 62 ans, il n'est plus mobilisable mais, correspondant à la définition des Juifs donnée par l'État français en 1940, il préfère se mettre à l'abri des nazis en zone libre avec sa famille ; il est dessaisi de son enseignement à la Sorbonne et remplacé par Jacques de Lapparent, lui-même expulsé en tant que Français de sa chaire strasbourgeoise. Son fils unique, Roger, garde général des eaux et forêts, prisonnier dans un Oflag, est relâché pour reprendre ses fonctions auprès de l'administration forestière à Besançon. Prenant part à la Résistance, celui-ci est capturé par la Gestapo et meurt sous la torture en février 1944. Comme ancien combattant et titulaire de la Légion d'honneur à titre militaire, Albert Michel-Lévy échappe finalement aux rigueurs des lois du 17 octobre 1940 puis du 2 juin 1941 sur le statut des Juifs de France, en vertu de l'article 3, alinéas a et c. Il est affecté à l'université de Toulouse en 1942 comme professeur titulaire à titre personnel, mais cesse son activité d'enseignement à l'occupation de la zone sud. En 1945, il retrouve son poste à la Sorbonne et, la même année, il est élu à l’Académie des sciences. Il prend sa retraite en 1946 pour raisons de santé ; il est brièvement remplacé par Jacques de Lapparent, puis par Jean Jung en 1948. Il meurt à Paris le 2 mai 1955.

## Travaux scientifiques

### Géologie et Pétrographie

#### Les massifs anciens de l'orogenèse varisque
Dès 1901, Albert Michel-Lévy s’attelle à ce qui fera l'objet de ses préoccupations scientifiques pendant de longues années : l'étude des massifs anciens et des relations structurales et génétiques entre granites et roches métamorphiques. Il est d'abord focalisé sur le Morvan et le Mâconnais. Il effectue un travail en géologue complet, examinant notamment en détail les relations entre les diverses unités géologiques, cartographiant soigneusement les contours des formations et prélevant un nombre considérable d'échantillons. Ceux-ci sont méticuleusement étudiés au laboratoire, en lames minces grâce au microscope polarisant dont il deviendra rapidement un expert de premier plan ; et par voie chimique, de nombreuses analyses étant réalisées par Félix Pisani qui tient boutique de minéralogie et laboratoire de chimie rue de Fürstenberg. Découvrant ou redécouvrant plusieurs gîtes fossilifères importants, de Goniatites et de Clyménies mais aussi de Trilobites et de Brachiopodes, il contribue à la datation des formations paléozoïques. Du même coup, il démontre la mise en place relativement récente des importants massifs de granitoïdes qui constituent l'ossature de la région ; considérés avant lui comme précambriens (> 500 millions d'années), ils appartiennent clairement à l'orogenèse varisque (hercynienne écrivait-il à cette époque). Il fonde son opinion sur les recristallisations métamorphiques qui affectent les terrains encaissants d'âge Paléozoïque supérieur et sur la présence, dans les formations détritiques, de galets de roches éruptives qui témoignent de l'antériorité de leur mise en place par rapport aux phases d'érosion,. De 1904 à 1907, il est l'un des principaux artisans des levers de la feuille géologique d'Autun à 1/80000. Plus tard, il signera les levers de la feuille de Charolles. Il s'intéresse aussi aux Vosges qu'il aborde après la guerre. Il donne ainsi une description détaillée des effets du métamorphisme de contact du granite de Granrupt sur les formations sédimentaires et volcaniques encaissantes, confirmant et précisant les travaux plus anciens publiés en Alsace par Harry Rosenbusch. Plus tard, il se décidera même à pousser jusqu'au cœur de cette Alsace pour laquelle il a tant combattu, en allant étudier les terrains varisques de la Vallée de la Thur à l'ouest de Colmar.
Parcourant le Morvan en long et en large il croise à de nombreuses reprises des roches effusives et filoniennes qu'il étudie tout aussi soigneusement que les granitoïdes sur le plan minéralogique et textural comme sur le plan chimique (il faut rappeler que son premier travail sur des basaltes des Tuamotou et de Pitcairn lui a donné le goût des roches volcaniques). Mais les roches du socle varisque sont assez difficiles à caractériser, affectées à des degrés divers par des déformations et recristallisations métamorphiques complexes qui obscurcissent leur texture, leur composition minéralogique primaire et même leur composition chimique. Par surcroit, Albert Michel-Lévy utilise une nomenclature qui, de nos jours, nécessite l'utilisation constante d'un dictionnaire ; celui-ci n'est d'ailleurs pas toujours suffisant ; il est en effet difficile de se faire une idée claire de ce que sont des « porphyres pétrosiliceux » appartenant au groupe des alaskoses ou bien des lamprophyres qui sont en réalité des « andazes ». Notons aussi que, à la suite de son père, il utilise de façon systématique, le terme de granulite pour désigner des granites et des microgranites à muscovite et il faudra des dizaines d'années pour extirper cette acception du vocabulaire pétrographique français, popularisée par les légendes des cartes géologiques, et lui donner sa signification internationale de roche métamorphique de haut degré. D'une façon plus générale, ses interprétations sont fondées sur le dogme du géosynclinal, écarté aujourd'hui par la notion de dynamique des plaques lithosphériques, ce qui rend souvent obscures les idées qu'il développe sur l'évolution de la chaîne. En revanche, son approche cartographique marque un net progrès dans l'étude géologique des socles anciens ; ses levers relativement précis préfigurent ceux de ses successeurs qui, eux, auront l'avantage de disposer d'une vision mobiliste pour asseoir leurs hypothèses orogéniques.

#### Le massif volcanique permien de l'Esterel

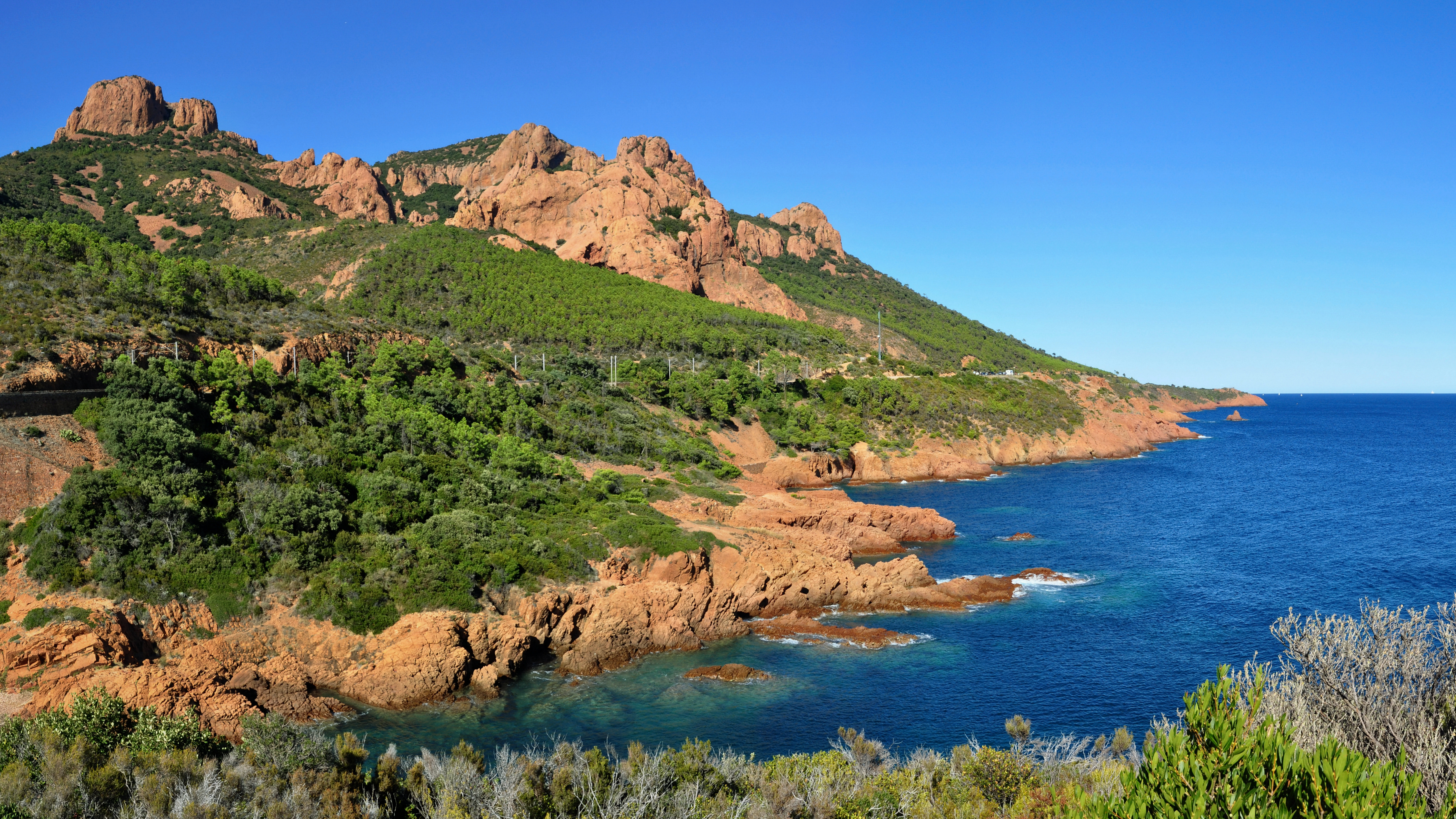
Vue du cap Roux à Anthéor. Les rhyolites amarante.

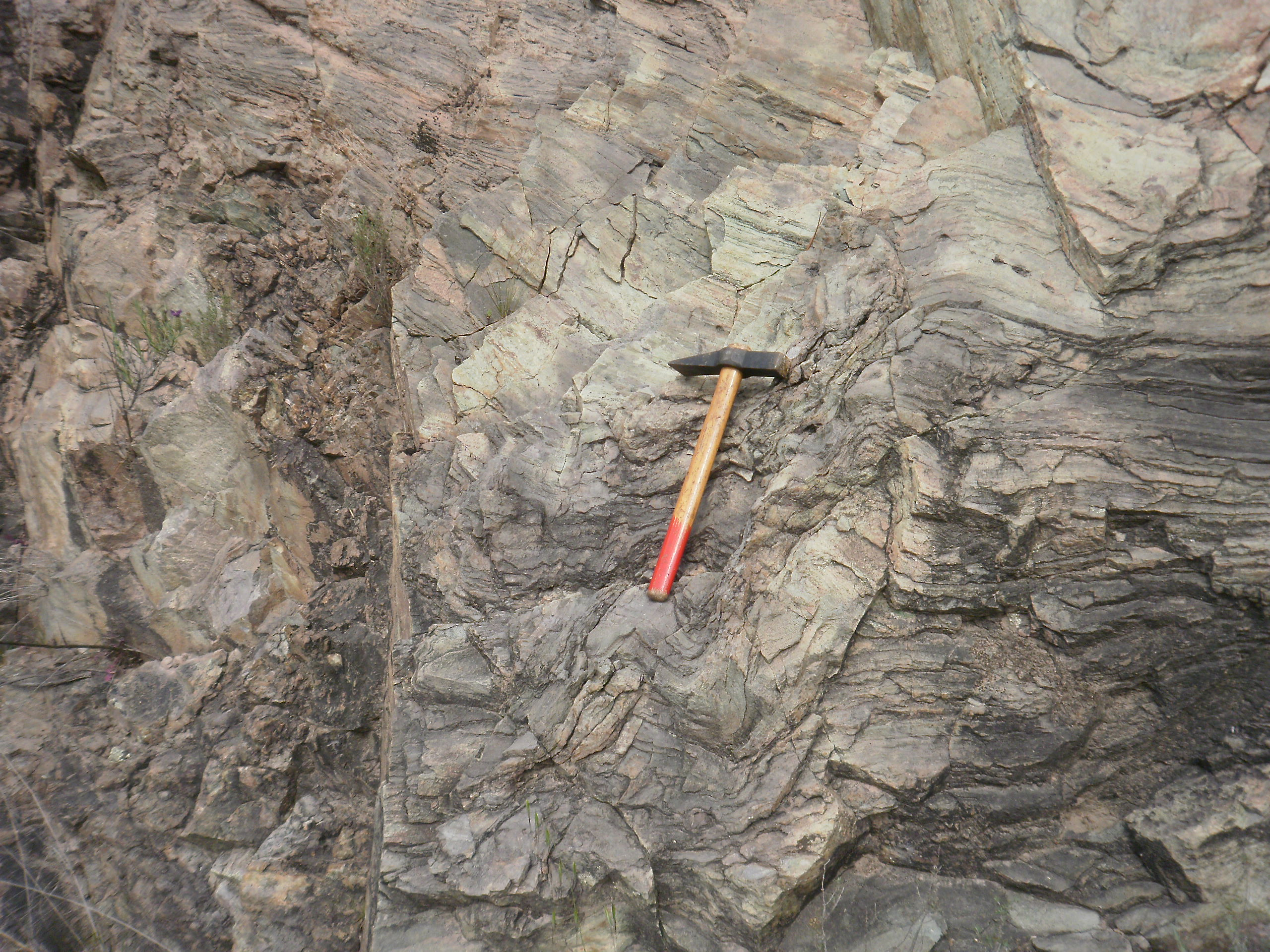
Rhyolite fluidale (Pyroméride), Le pont du Duc (Esterel). La fluidalité, affectée par des plis d’écoulement, conduit par altération à un débit en plaquettes.

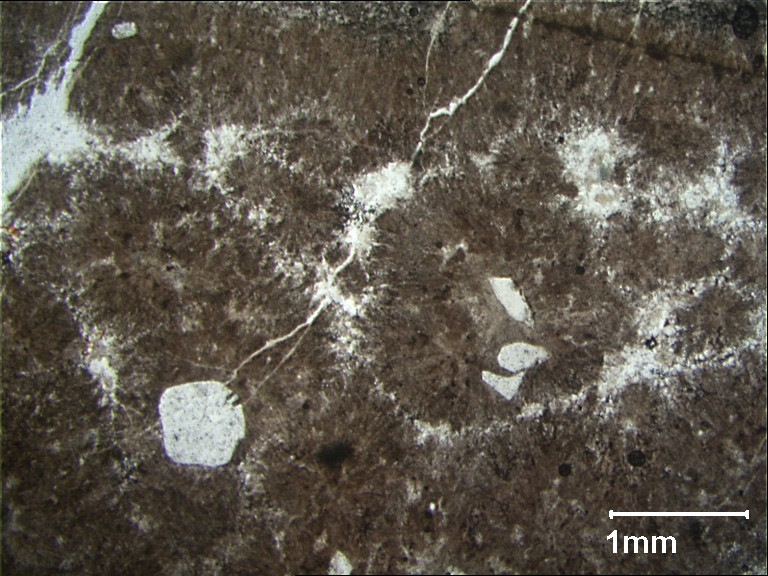
Sphérolites feldspathiques dans une rhyolite fluidale de l'Esterel.

Après sa thèse, peut-être las des paysages bocagers, Albert Michel-Lévy s'intéresse au petit massif de l'Esterel  qui fournit des affleurements beaucoup plus continus dans un climat méditerranéen. Il s'agit d'un domaine tardi-hercynien et les terrains y sont peu marqués par les déformations tectoniques et les recristallisations métamorphiques. Albert précise et complète la stratigraphie élaborée par Alfred Potier. Sur un socle gneissique recouvert de terrains stéphaniens fortement plissés (celui-là même qui constitue le massif de Tanneron), reposent en forte discordance les assises du Permien (attribuées à l'Autunien) qu'il divise en trois cycles superposés montrant conglomérats, schistes rouges, grès en plaquettes, arkoses et quelques niveaux calcaires, au sein desquels s'intercalent d'épais niveaux de porphyres, de pyromérides associées à des  pechsteins et de mélaphyres, c'est-à-dire essentiellement des rhyolites et des basaltes. Michel-Lévy jette ainsi les bases qui seront utilisées par ses successeurs, Pierre Bordet, Marc Boucarut et Gilbert Crévola. Ce volcanisme est actif pendant presque 30 millions d'années, associé à un fossé subsident dans lequel s'accumulent les sédiments lacustres et les produits volcaniques.
En ce qui concerne les rhyolites, objets principaux de son étude, Michel-Lévy distingue les porphyres tabulaires et amarante (actuellement dénommés rhyolites ignimbritiques) des pyromérides (actuellement rhyolites fluidales). Les premiers, ont une belle couleur rouge qui donne son caractère particulier au massif. Ils constituent l'essentiel des reliefs, se présentant en masses tabulaires très épaisses (jusqu'à 200 m) et très étendues (jusqu'à 35 km). Leur nature ignimbritique, qui rend compte de leur grand développement, ne sera mise évidence dans le massif qu'au début des années 60. Les secondes sont des laves très visqueuses ne pouvant alimenter des épanchements de grande dimension ; elles se présentent en coulées de moindre épaisseur et de faible étendue, et en petits appareils correspondant à des points de sortie. Dans l'ensemble du massif, Michel-Lévy identifie 3 points de sortie, au mont Vinaigre, aux Collets Redons et à la cote 195. Au mont Vinaigre il décrit « un dyke ... formant un appareil de sortie complet comprenant un filon profond, la brèche de sortie, un début de coulée ». Il est intéressant de noter que la cote 195, au nord-est du massif, est située en bordure de la caldeira de Maure Vieille identifiée près de 40 ans plus tard par Pierre Bordet. Les travaux plus récents, montrent qu'en réalité, les points d'émergence des rhyolites sont beaucoup plus nombreux, ces roches fortement visqueuses ne pouvant alimenter des épanchements de grandes dimensions sauf dans le cas des ignimbrites que Michel-Lévy ne pouvait connaître à son époque (elles ne seront définies qu’en 1932, en Nouvelle-Zélande). À côté des aspects géologiques et structuraux, Michel-Lévy s'intéresse particulièrement à la structure des rhyolites et aux phénomènes de dévitrification. Il considère les sphérolitiques feldspathiques comme des cristallisations de haute température alors que, plus tard, Boucarut en fera des structures de dévitrification, à tort semble-t-il. Il consacre un travail détaillé au « pechsteins » ou « rétinites » qui sont associés aux « pyromérides » de certaines localités ; ces roches entièrement vitreuses, souvent caractérisées par des structures perlitiques remarquables, résultent d'un refroidissement brutal - ou trempe - du liquide silicaté : aux épontes de filons injectés dans un encaissant beaucoup plus froid ou à « l'arrivée de la lave de la pyroméride dans une nappe d'eau ». Il décrit également en détail les différentes étapes du passage de l'état pâteux à l'état solide en fonction de la vitesse de refroidissement.

### La démarche expérimentale
Le retour de la guerre s'est traduit pour Albert Michel-Lévy, par une pause prolongée dans son activité de publication puisqu'il faut attendre 1923 pour la parution de son article sur les « trapps » de Raon-l'Étape et de celui sur les basaltes des environs de Toulon épanchés à la fin du Permien. À partir de 1929, dans le sillage de l'œuvre de son père, il consacre une part importante de son travail à l'expérimentation.
Sa première « manip » est assez simple ; elle consiste chauffer à 700°C divers types de roches (principalement des rhyolites et des granitoïdes), à mesurer la susceptibilité magnétique des échantillons chauffés et de témoins non chauffés (le physicien Gaston Grenet assure cette partie du travail), et à comparer les uns et les autres en lames minces; il constate dans presque tous les cas une forte augmentation de la susceptibilité magnétique après chauffage, liée au développement de titanomagnétite aux dépens de la chlorite et du sphène. Curieusement il ne cherche pas à relier ses propres travaux à ceux des paléomagnéticiens, notamment à ceux de Melloni, qui, dans un but différent il est vrai, s'était lui-aussi intéressé aux conséquences magnétiques du chauffage d'échantillons de lave.

#### La micropyrométrie

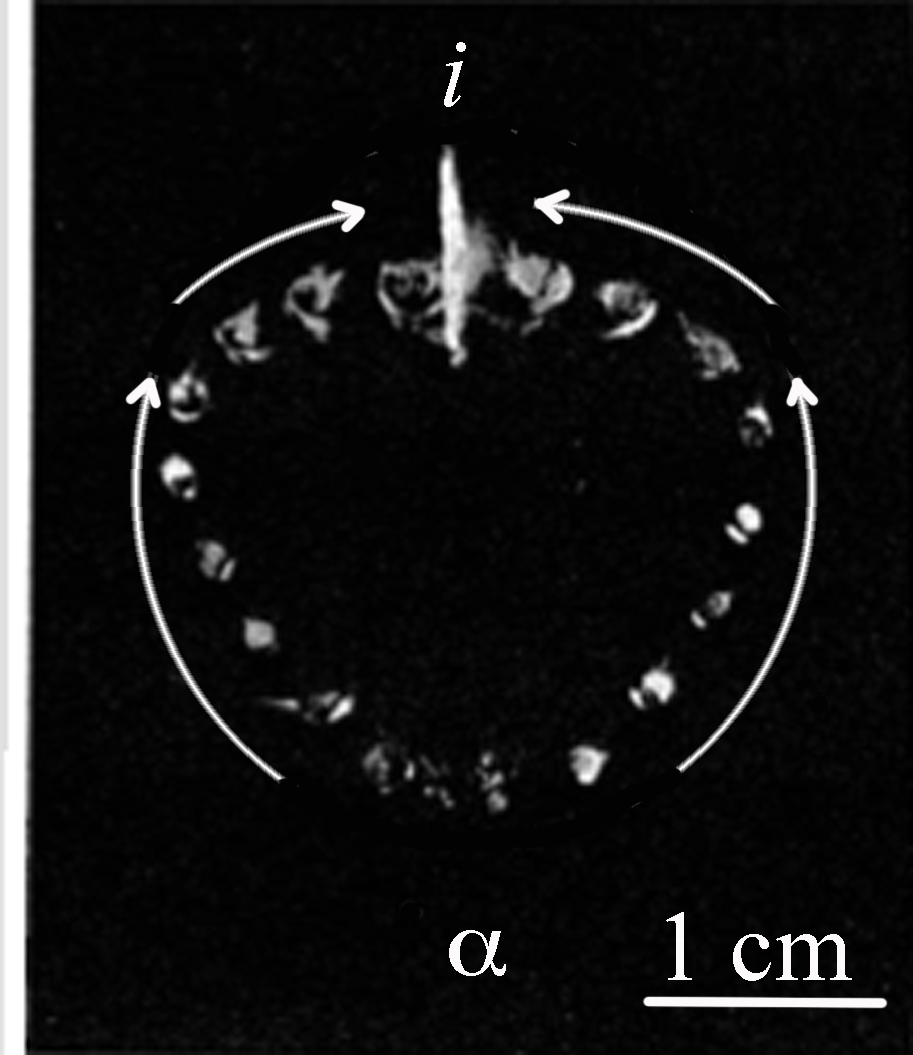
Expérience de micropyrotechnie par Albert Michel-Lévy et Henri Muraour. Les grains d'explosif sont disposés en collier ; la mise à feu se fait en α. L’onde de choc (flèches blanches) fait détoner successivement tous les grains et l’interférence entre les deux branches se traduit par un phénomène lumineux intense (i). Modifié d’après, avec l’autorisation de l'Académie des sciences.

À partir de 1934, Michel-Lévy se lance dans une voie expérimentale très originale ; en collaboration avec Henri Muraour, ingénieur général des poudres, il développe la micropyrométrie qui consiste à observer au microscope les effets d'explosions d'infimes quantités (de l'ordre du mg) d'un produit détonant (principalement de l'azoture de plomb, Pb(N3)2) placées sur une lame porte objet. Dans une série de 4 publications,,,, les auteurs montrent les effets mécaniques et lumineux de l'onde de choc liée à la détonation, capable de provoquer elle-même l'explosion de granules d'azoture situés à proximité (3 à 4 mm) de l'explosion. Les ondes de choc issues de l'explosion de plusieurs granules voisins conduisent à des interférences lumineuses dont l'intensité dépend de la nature du gaz utilisé pour le confinement de la charge ; elle est la plus forte pour les gaz monoatomiques comme l'argon, beaucoup plus faible pour N2 et CO2 et quasiment nulle pour le butane C4H10. L’onde de choc, très rapide, tout au moins au début de sa propagation (6 à 8000 mètres par seconde) transporte une énergie considérable. Ces travaux de chimie-physique n'éloignent pas Albert Michel-Lévy des préoccupations géologiques ; explosions et ondes de choc font partie, selon lui, du comportement éruptif des volcans. Il prend l’exemple de l'éruption de la Montagne Pelée en 1902 en décortiquant la description qui en a été faite par Alfred Lacroix. Le 8 mai 1902 une très forte explosion était accompagnée « d'un phénomène lumineux de grande brillance » qui, selon Michel-Lévy, « résulte vraisemblablement d’ondes de choc issues d’une détonation volcanique » ; l’explosion s’accompagne du déferlement d’une nuée ardente qui va détruire la ville de Saint-Pierre (Martinique) ; mais la nuée est précédée par une « onde aérienne » qui démâte les bateaux mouillés en rade foraine devant la cité, avant qu’ils ne soient incendiés par la nuée ardente qui la suit. Albert Michel-Lévy fait donc un parallèle complet entre ses expériences microscopiques et l'énorme éruption du volcan ; il imagine ainsi que les éruptions explosives puissent résulter de la « genèse possible, au sein des magmas, de combinaisons chimiques devenant explosives dans certaines conditions de température et de pression ? ». La « détonation en profondeur de ces matières pourrait être invoquée comme cause de tremblement de terre… ». Il paraît évident aujourd'hui que le front des nuées ardentes – et 'une façon générale des « blasts » et des explosions volcaniques de grande puissance – sont précédés d’une onde de choc puissante et rapide comme l'avait pressenti Lacroix et bien exprimé Michel-Lévy ; les célérités de l’onde sont toutefois bien inférieures (Mach 1 à 1,2) à celles qui étaient imaginées par ce dernier (Mach 18 au moins, pour la célérité initiale). Une vidéo de l’éruption du volcan Tavurvur (Papouasie Nouvelle Guinée) en 2014 montre ainsi une belle onde de choc liée à une explosion dont la célérité moyenne correspond approximativement à celle du son ; d’autres exemples sont décrits dans la littérature. En revanche, imaginer la détonation de produits hypothétiques plutôt qu’une expansion des gaz pour expliquer les explosions volcaniques témoigne plutôt de l’imagination créatrice d’Albert Michel-Lévy que d’une profonde connaissance des volcans actifs qui, certes, n’existait pas encore à son époque.

#### La minéralogie expérimentale
À partir de 1938, avec le concours de Jean Wyart et d'Henri Muraour, Michel-Lévy se lance dans une série d'expériences visant à synthétiser différents minéraux sous l'effet des hautes pressions et hautes températures générées par des explosions confinées dans une enceinte fermée ou « bombe ». La charge expérimentale et l'explosif sont placés dans une chambre d'environ 4 cm3 ménagée dans un système de deux petits tubes emboités, en laiton ou en argent, placés eux-mêmes « au centre d’un cylindre en acier à parois épaisses ». Le tout est mis dans un four électrique situé dans une cage en acier destinée à protéger les expérimentateurs d'une éventuelle explosion mal contrôlée. Cette protection n'a malheureusement pas toujours fonctionné et au début de 1940, la bombe a explosé. Albert Michel-Lévy eut le visage criblé de petits éclats d'acier et son mécanicien, André Leriche, perdit l'œil droit qu'il dissimula par un verre dépoli pendant le reste de sa carrière. Les auteurs affirment que la détonation soumet la matière « pendant 3 à 4 millionièmes de seconde, à une température d’au moins 4000° et à une pression de plus de 4000 kg/cm2 » ; mais ils ne précisent pas comment ils sont arrivés à ces valeurs. Ils laissent ensuite la charge « recuire » pendant un temps variable, vers 400° sous une pression estimée à environ 200 kg/cm2. L'acier utilisé pour le corps de la bombe devenant poreux aux gaz à partir de 700°, il a été remplacé sur le tard par un alliage nickel-chrome (RNC3 d'Imphy) à haute ténacité conservant la pression des gaz jusqu’à 850°. Les phases minérales obtenues sont généralement de très petite taille et le microscope est insuffisant pour les identifier avec certitude ; ce sont les diagrammes de rayons X qui font la décision. Les premiers produits obtenus – zincite et willémite - l’ont été de façon plutôt accidentelle, le zinc provenant de l’enveloppe de laiton de la bombe et la silice de la charge initiale. D'autres essais ont fourni des produits divers : orthose + albite + quartz, c'est-à-dire la composition d'une pyroméride. Anorthite, quartz pyramidé à inclusions fluides et libelles mobiles, analogue au quartz rencontré dans certains granites et enfin cristobalite. Après une interruption de 7 ans, due à la guerre, Albert Michel-Lévy reprend avec Jean Wyart et Henri Muraour le même type d'expériences, synthétisant d'abord cassitérite, topaze, corindon, cryolite et chiolite, puis, avec le concours supplémentaire de sa fille Mireille, biotite, hercynite, puis anorthose et peut-être augite. À l'exception du corindon, synthétisé en 1837 par Marc-Antoine Gaudin et cristallisé dans les culots métallurgiques de production de l'aluminium, la plupart des minéraux produits par Michel-Lévy et Wyart étaient pour la première fois obtenus expérimentalement. Les conditions expérimentales étaient loin d'être précises et la méthode ne permettait pas une grande finesse d'analyse. Mais ces expériences ont préfiguré celles qui ont été développées un peu plus tard grâce à des avancées technologiques importantes ayant porté sur les enceintes et sur les méthodes de contrôle et de mesure des températures et des pressions ; en France par Jean Wyart et Germain Sabatier, puis par exemple par Helmut Winkler en Allemagne et, en Grande Bretagne et aux Etats-Unis par Frank Tuttle et Norman Bowen, par Francis Boyd et Joseph England et par Hatten Yoder et Cecil Tilley.

## Une carrière bien remplie
Ayant incontestablement bénéficié de l'appui paternel au début de sa carrière, Albert Michel-Lévy est aussi resté dans l'ombre de son père pendant de longues années. Montrant tout d'abord de solides qualités de géologue et de pétrographe, son imagination créatrice se fait jour avec l'étude des laves de l'Esterel, puis éclate avec ses expérimentations. Malgré 8 années de guerre, il laisse derrière lui une œuvre très originale qui a servi de tremplin à une nouvelle génération de minéralogistes.